# Alexis Bledel
Kimberly Alexis Bledel (Houston, 1981. szeptember 16. –) Primetime Emmy-díjas amerikai színésznő, modell. 
A televízióból leginkább a Szívek szállodája (2000–2007) Rory Gilmore-jaként ismert, továbbá főszereplője A szolgálólány meséje című sorozatnak is, mellyel Primetime Emmy-díjat nyert. 
A mozivásznon feltűnt a Sin City – A bűn városa és a Négyen egy gatyában című filmekben is.

## Gyermekkora
Texas államban született. Édesapja, Martin Bledel, argentin, édesanyja, Janette Blake, mexikói. Öccse, Eric 1986-ban született. Anyanyelve a spanyol, az angolt csak az iskolában tanulta meg. 
Édesanyja biztatta, hogy menjen közösségi színházba, legyőzni a félénkségét. Itt olyan darabokban játszott, mint az Óz a nagy varázsló vagy az Aladdin. Egyszer vásárlás közben egy ügynök leszólította és modellszerződést ajánlott neki. Ekkor Bledel még csak 14 éves volt. Sikeresen leérettségizett, majd elkezdte az egyetemet is, de ezt abbahagyta, miután beválogatták Rory szerepére a Szívek szállodájába.

## Pályafutása
2000-ben elment a Szívek szállodája válogatására, ahol beválogatták Rory szerepére. A sorozat kezdetén Rory középiskolai diák, aki az anyjával él, később egyetemre megy, ahol a Yale Daily News szerkesztőjeként is dolgozik. 2002-ben mutatták be az első filmjét, Örök kaland címmel. 
2003-ban szerepelt a Less Than Jake egyik videóklipjében. 2004-ben kapott egy kisebb szerepet a Mátkaság és legényélet című filmben. 2005-ben a Sin City – A bűn városában Beckyt, a prostituáltat alakította. Érdekes, hogy a film fekete-fehér, de Bledel szemei a valódi színében láthatóak a filmben. Robert Rodríguez rendező szerint Bledel szemei annyira bámulatosak, hogy muszáj volt őket meghagyni kéknek. 
Szintén 2005-ben szerepelt a Négyen egy gatyában című vígjátékban, mint Lena. A film második részét 2008-ban mutatták be. 2012-ben rövid ideig szerepelt a Mad Men – Reklámőrültekben, majd 2016-ban ismét Rory Gilmoret alakította a Netflixen négy rész erejéig újraindított Szívek szállodája – Egy év az életünkből című sorozatban. 2017 és 2021 között a Szolgálólány meséje sorozat egyik főszereplője volt, amiért később az alakításáért Primetime Emmy-díjat kapott.

## Magánélete
Három és fél évig járt a Szívek szállodája Jessét alakító Milo Ventimigliával. Már az eljegyzést tervezgették, amikor szakítottak. 
2012 októberétől elkezdett járni a Mad Men – Reklámőrültek sorozatban szereplő Vincent Kartheiserrel, aki öt hónappal később megkérte a kezét. Eljegyzésüket 2013 márciusában tették közzé. 2014 júniusában házasodtak össze Kaliforniában.Első gyermekük 2015-ben született meg. 2022 augusztusában Bledel és Kartheiser felbontották a házasságukat.

## Filmográfia

### Film
| Év   | Magyar cím              | Eredeti cím                             | Szerep                         | Magyar hang         |
| ---- | ----------------------- | --------------------------------------- | ------------------------------ | ------------------- |
| 1998 | Okostojás               | Rushmore                                | diák (stáblistán nem szerepel) |                     |
| 2002 | Örök kaland             | Tuck Everlasting                        | Winifred Foster Jackson        | Molnár Ilona        |
| 2004 |                         | DysEnchanted (rövidfilm)                | Goldilocks                     |                     |
| 2004 | Mátkaság és legényélet  | Bride and Prejudice                     | Georgina "Georgie" Darcy       | Molnár Ilona        |
| 2005 | Sin City – A bűn városa | Sin City                                | Becky                          | Majsai-Nyilas Tünde |
| 2005 | Négyen egy gatyában     | The Sisterhood of the Traveling Pants   | Lena Kaligaris                 | Bogdányi Titanilla  |
| 2006 | Szívek hullámhosszán    | I'm Reed Fish                           | Kate Peterson                  | Bogdányi Titanilla  |
| 2006 | Szupersuli              | Zoom                                    | Ace (stáblistán nem szerepel)  |                     |
| 2006 |                         | Life Is Short (rövidfilm)               | Charlotte                      |                     |
| 2008 | Négyen egy gatyában 2.  | The Sisterhood of the Traveling Pants 2 | Lena Kaligaris                 | Bogdányi Titanilla  |
| 2009 | A jó pasi               | The Good Guy                            | Beth Vest                      |                     |
| 2009 | Diploma után            | Post Grad                               | Ryden Malby                    | Bogdányi Titanilla  |
| 2009 |                         | The Ballad of G.I. Joe (rövidfilm)      | Lady Jaye                      |                     |
| 2010 | A cinkos                | The Conspirator                         | Sarah Weston                   | Bogdányi Titanilla  |
| 2010 |                         | The Kate Logan Affair                   | Kate Logan                     |                     |
| 2011 |                         | Girl Walks into a Bar                   | Kim                            |                     |
| 2011 | Violet és Daisy         | Violet & Daisy                          | Violet                         | Berkes Boglárka     |
| 2012 | Dollár, kanna, szerelem | The Brass Teapot                        | Payton                         | Bogdányi Titanilla  |
| 2014 |                         | Parts per Billion                       | Sarah                          |                     |
| 2014 |                         | Emily & Tim                             | Emily                          |                     |
| 2015 | Jenny esküvője          | Jenny's Wedding                         | Kitty Friedman                 | Dögei Éva           |
| 2019 |                         | Crypto                                  | Katie                          |                     |

### Televízió
| Év        | Magyar cím                               | Eredeti cím                       | Szerep             | Megjegyzések                                                     |
| --------- | ---------------------------------------- | --------------------------------- | ------------------ | ---------------------------------------------------------------- |
| 2000–2007 | Szívek szállodája                        | Gilmore Girls                     | Rory Gilmore       | főszereplő                                                       |
| 2009      | Vészhelyzet                              | ER                                | Dr. Julia Wise     | - 1 epizód - magyar hangja: - Bogdányi Titanilla                 |
| 2012      | Mad Men – Reklámőrültek                  | Mad Men                           | Beth Dawes         | 3 epizód                                                         |
| 2013      | Esze vesztett szerelem                   | Remember Sunday                   | Molly Branford     | - tévéfilm - magyar hangja: - Bogdányi Titanilla                 |
| 2014      |                                          | Us & Them                         | Stacey             | főszereplő                                                       |
| 2015      | Az indíték                               | Motive                            | Robin              | egy epizód                                                       |
| 2016      | Szívek szállodája – Egy év az életünkből | Gilmore Girls: A Year in the Life | Rory Gilmore       | - minisorozat főszereplője - magyar hangja: - Bogdányi Titanilla |
| 2017–2021 | A szolgálólány meséje                    | The Handmaid's Tale               | Ofglen/Emily Malek | főszereplő                                                       |

## Díjak és jelölések
Díjak
- 2001 – Young Artist Award
- 2002 – Family Television Award
- 2005 – Teen Choice Award
- 2005 – Teen Choice Award
- 2006 – Teen Choice Award
- 2017 – Emmy Award

Jelölések
- 2002 – Young Artist Award
- 2003 – Golden Satellite Award
- 2004 – Teen Choice Awards
- 2006 – NCLR ALMA Award